# Irina Kuhnt
Irina Kuhnt (* 18. Januar 1968 in Bad Harzburg; nach Heirat Irina Volkert) ist eine ehemalige deutsche Hockeyspielerin und Olympiateilnehmerin.
Irina Kuhnt begann ihre Karriere bei Eintracht Braunschweig, wo sie 1986 den zweiten Platz bei der Deutschen Feldhockeymeisterschaft erreichte. Nach ihrem Wechsel zum Berliner HC gewann sie 1994 und 1996 den deutschen Meistertitel im Feldhockey, in der Halle war sie 1995 und 1996 erfolgreich.
1988 siegte Irina Kuhnt bei der Junioreneuropameisterschaft, 1989 war sie Juniorenweltmeisterin. Bereits 1987 debütierte die Abwehrspielerin in der deutschen Hockeynationalmannschaft und gehörte zum siegreichen Team bei der Halleneuropameisterschaft, 1990 und 1992 gewann sie diesen Titel erneut. Auf dem Feld erreichte die Mannschaft nach dem achten Platz bei der Weltmeisterschaft 1990 den zweiten Platz bei der Europameisterschaft 1991. Bei den Olympischen Spielen 1992 in Barcelona war Kuhnt in allen fünf Spielen dabei und gewann die Silbermedaille nach der 1:2-Niederlage gegen Spanien.
Für den Gewinn der Silbermedaille 1992 erhielt sie am 23. Juni 1993 das Silberne Lorbeerblatt.
Es folgten der vierte Platz bei der Weltmeisterschaft 1994 und Bronze bei der Europameisterschaft 1995. Bei ihrer zweiten Olympiateilnahme 1996 in Atlanta belegte die deutsche Mannschaft den sechsten Platz. Insgesamt wirkte Irina Kuhnt von 1987 bis 1996 in 147 Länderspielen mit, davon 9 in der Halle.